# Processo Frasch

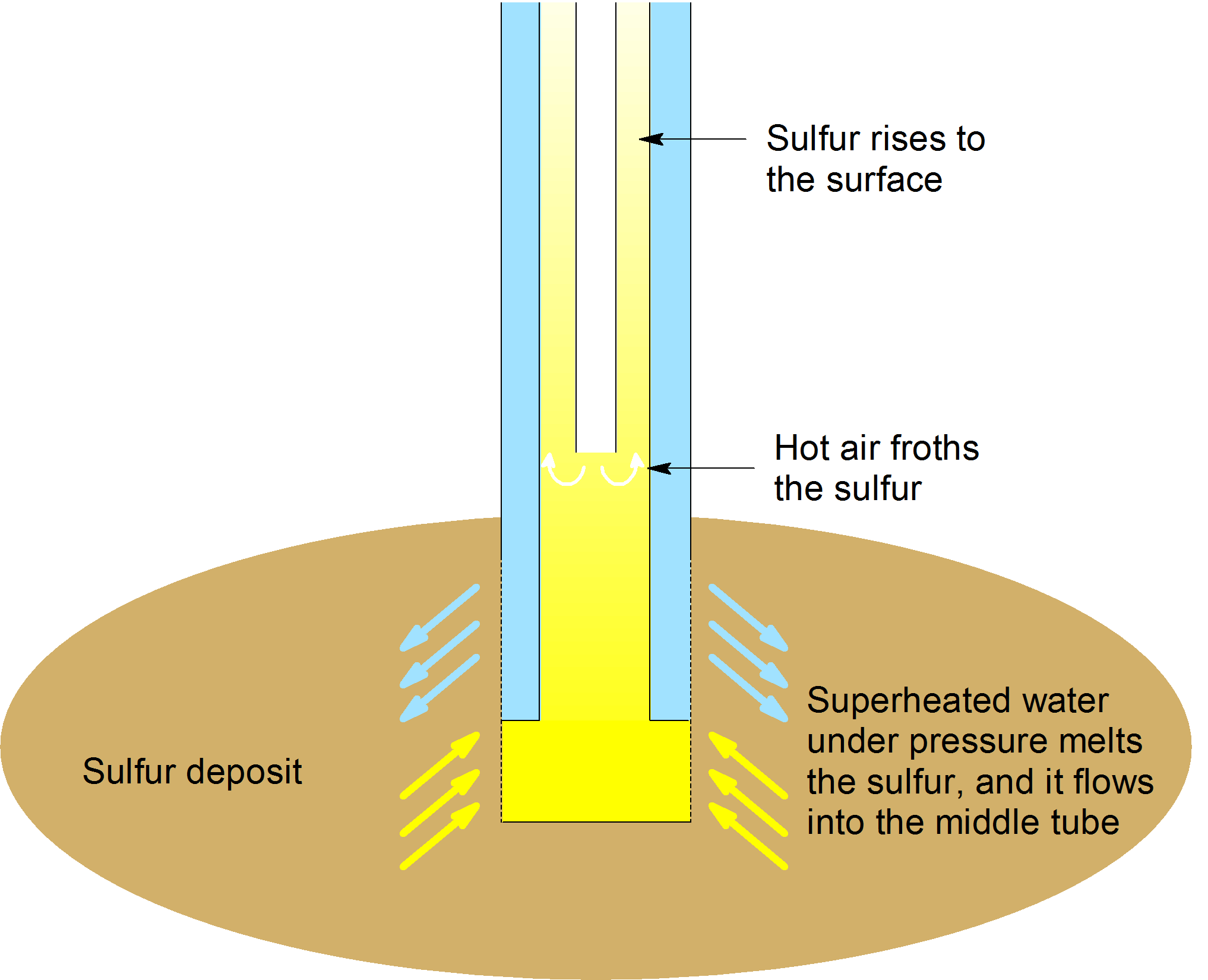
Schema di funzionamento del processo Frasch.

Il processo Frasch è un sistema utilizzato per l'estrazione dello zolfo. Fu sviluppato nel 1894 dal chimico Herman Frasch. 
Tale processo consiste nel perforare il terreno fino al giacimento (contenente zolfo elementare), calando nel terreno un sistema di tubi concentrici. Attraverso flussi di acqua e vapore acqueo, lo zolfo viene fuso ed emulsionato, quindi viene spinto in superficie mediante un'elevata pressione.

## Fasi del processo
Il sistema Frasch è costituito da un sistema di tubi concentrici (solitamente tre) di cui quello più esterno è costituito da un materiale molto resistente all'attrito; la sua parte terminale è forata e divisa in due scomparti per mezzo di un diaframma: su questo poggia il secondo tubo concentrico (leggermente più corto) del diametro più piccolo del precedente. Internamente vi è un terzo tubo concentrico, che ha un diametro ancora minore (intorno a pochi centimetri).
Dallo spazio anulare tra il tubo più esterno e quello intermedio viene introdotta acqua surriscaldata (alla temperatura di circa 200 °C e pressione di circa 15 atmosfere) oppure vapore acqueo (alla temperatura di circa 150 °C e pressione di circa 15 atmosfere). Questo flusso surriscaldato fuoriesce dai tubi e fonde lo zolfo. Inviando poi aria compressa ad elevata temperatura (maggiore di 100 °C e alla pressione di circa 20 atmosfere) questa crea un'emulsione con l'acqua e lo zolfo fuso, e trascina il tutto verso la superficie attraverso lo spazio anulare tra il tubo più interno e la tubazione intermedia. L'emulsione viene trasportata per mezzo di tubazioni isolate, attraverso le quali fluisce vapore surriscaldato, in un separatore dove viene raccolta e allontanata l'aria contenuta nell'emulsione; successivamente mediante pompaggio viene trasportata in un serbatoio di raccolta dove avviene la completa solidificazione dello zolfo.